# Gas Tibanna
El gas Tibanna es una sustancia encontrada en la atmósfera de varios planetas del universo ficticio de Star Wars.
Entre los planetas que lo procesaban están Taloraan y Kril'dor y Bespin, el más conocido, donde se encuentra la Ciudad Nube que aparece en la película El Imperio Contraataca. Ésta es el centro principal de actividades y en sus alrededores hay plataformas donde es procesado y almacenado.
- Datos: Q5875731